# Мари-Терез Надиг
Мари-Терез „Мајте“ Надиг је бивша швајцарска алпска скијашица. Такмичила се током 1970-их и 1980-их, остварила је победе у спусту, велеслалому и комбинацији. Има укупно 24 победе и титулу победнице у укупном поретку Светског купа за сезону 1979/80. Вишеструка је олимпијска и светска шампионка.

## Биографија
Мари-Терез Надиг је одрасла заједно са четири сестре у Флумсербергу где је и научила да скија. Први значајнији резултат остварила је 1970. када је постала јуниорска првакиња Швајцарске у велеслалому, слалому и комбинацији. Придружила се швајцарској репрезентацији у сезони 1970/71. Прве бодове у Светском купу забележила је 3. децембра 1971. освајањем шестог места у спусту у Санкт Морицу. До подијума је стигла шест недеља касније, освајањем трећег места у Гринделвалду. Тај резултат јој је омогућио учешће на Зимским олимпијским играма 1972. у Сапору. 
У Сапору је приредила велико изненађење освајањем златних медаља у спусту и велеслалому, оставивши, у то време најбољу скијашицу света, Анемари Мозер-Прел иза себе. Своју прву сезону у Светском купу Надиг је завршила на петом месту. Тај резултат као и успеси на Олимпијским играма донели су јој титулу спортисткиње године у Швајцарској.
Наредне сезоне није била успешна као претходне, па јој је најбољи резултат био треће место у Мон Сент Ану. Ни наредне сезоне није била много боља. Најбољи резултат у сезони 1973/74. био јој је друго место у спусту у Бад Гаштајну. На Светском првенству 1974. у Санкт Морицу освојила је пето место у спусту, док је у велеслалому остала без пласмана.
Прву победу у Светском купу забележила је 24. јануара 1975. победивши у спусту у Инзбруку. Сезону 1975/76. је започела са два трећа места, међутим након тих успеха остварила је знатно слабије резултате и поред изостанка Анемари Мозер-Прел. На Зимским олимпијским играма 1976. у Инзбруку пропустила је такмичење у спусту, због температуре, док је у велеслалому била пета.
У сезони 1976/77. је била успешнија него претходне а забележила је и прву победу у комбинацији у Кран Монтани. Наредне сезоне остварила је осредње резултате у Светском купу а ни на Светском првенству у Гармиш-Партенкирхену није успела да дође до победничког постоља. Током сезоне 1978/79. забележила је само две победе али је по први пут победила у велеслалому и то на импресиван начин, била је бржа од другопласиране Анемари Мозер-Прел за 5,2 секунде. Овако убедљиво победу у Светском купу нико до сада није успео да оствари.
Током сезоне 1979/80. доминирала је у такмичењима у спусту, победивши у шест од седам трка, уз једно друго место. Са таквим резултатима била је апсолутни фаворит за победу на Зимским олимпијским играма у Лејк Плесиду, међутим освојила је само бронзану медаљу јер су успешније од ње биле Анемари Мозер-Прел и Хани Венцел. Те сезоне остварила је и две победе у велеслалому и једну у комбинацији али јој је то било довољно само за треће место у укупном поретку Светског купа.
Наредна сезона је била најуспешнија у каријери Мари-Терез Надиг. Са четири победе у спусту, три и велеслалому и две у комбинацији успела је да освоји велики кристални глобус. Такође те године освојила је и кристалне глобусе у велеслалому и комбинацији.
Након сезоне 1980/81. одлучила је да престане да се професионално бави скијањем.

## Освојени кристални глобуси
| Сезона | Дисциплина  |
| ------ | ----------- |
| 1980   | Спуст       |
| 1981.  | Укупно      |
| 1981.  | Спуст       |
| 1981.  | Комбинација |

## Победе у Светском купу
24 победе (13 у спусту, 6 у велеслалому и 5 у комбинацији)
| Датум              | Место            | Дисциплина  |
| ------------------ | ---------------- | ----------- |
| 24. јануар 1975.   | Инзбрук          | Спуст       |
| 11. март 1975.     | Џексон Хол       | Спуст       |
| 26. јануар 1977.   | Кран Монтана     | Комбинација |
| 7. децембар 1977.  | Вал д'Изер       | Спуст       |
| 18. децембар 1978. | Вал д'Изер       | Комбинација |
| 19. март 1979.     | Фурано           | Велеслалом  |
| 5. децембар 1979.  | Вал д'Изер       | Спуст       |
| 6. децембар 1979.  | Вал д'Изер       | Велеслалом  |
| 6. децембар 1979.  | Вал д'Изер       | Комбинација |
| 14. децембар 1979. | Пјанкавало       | Спуст       |
| 19. децембар 1979. | Цел ам Зе        | Спуст       |
| 7. јануар 1980.    | Фронтен          | Спуст       |
| 15. јануар 1980.   | Ароза            | Спуст       |
| 20. јануар 1980.   | Бад Гаштајн      | Спуст       |
| 2. март 1980.      | Мон Сент Ан      | Велеслалом  |
| 3. децембар 1980.  | Вал д'Изер       | Спуст       |
| 8. децембар 1980.  | Лимоне Пијемонте | Велеслалом  |
| 12. децембар 1980. | Пјанкавало       | Спуст       |
| 12. децембар 1980. | Лимоне Пијемонте | Комбинација |
| 19. јануар 1981.   | Кран Монтана     | Спуст       |
| 27. јануар 1981.   | Ле Жет           | Комбинација |
| 29. јануар 1981.   | Межев            | Спуст       |
| 10. фебруар 1981.  | Марибор          | Велеслалом  |
| 13. март 1981.     | Фурано           | Велеслалом  |